# Discographie de Jehan Jonas
La discographie de Jehan Jonas, auteur-compositeur-interprète libertaire français, est composée de quatre EPs et cinq albums studio publiés de son vivant, ainsi que de trois singles. Un inédit, un album live et deux compilations sortent après sa mort, survenue à l'âge de trente-cinq ans en 1980.
Ami de Jean-Marie Vivier, il lui a écrit de nombreuses chansons. Ce dernier en a réenregistrées à de nombreuses reprises, notamment pour trois albums au début des années 2000. Jehan Jonas a aussi écrit pour Marcel Rothel, Alain Moisan et Yves Desnos. Moisan lui a consacré un album en 1985.

## Singles
- date inconnue : Le Snâob / La Journée des amants
- 1966 : Comme dirait Zazie / Quand tu s'ras vieux papa
- années 1970 : Tahiti / Un homme est mort au crépuscule

## Comme parolier
- 1965 : Qu'as-tu fait, Marie ?, Quand le jazz jase dans Belles pognes de Marcel Rothel
- 1971 : Les Enzymes, Un p'tit soldat qui fête Noël, Vierge Marie, Si tous les inconnus..., La P'tite École, À la vie dans Souviens-toi Marie de Jean-Marie Vivier
- 1972 : Faut-il tuer tous les oiseaux qui passent, Chanson mathématique, Chanson malade, L'Aventure, Le Mort de Théâtre (Complainte d'un comédien spécialisé dans les rôles de mort), Quand on aura de l'argent dans Faut-il tuer tous les oiseaux qui passent de Jean-Marie Vivier
- 1974 : Une histoire d'amour, un piano mécanique, un fleuve, Concerto pour un maniaque, Un clown dans Une histoire d'amour, un piano mécanique, un fleuve de Jean-Marie Vivier
- 1976 : Regarde-moi je suis la guerre, Mon nom dans le journal, Les bateaux vont... dans Le Nord de Jean-Marie Vivier
- 1979 : Prélude à un traumatisme, Mille fois pour un simple aller, Regardez-moi je suis la guerre, Soustractions, Le Cadeau millénaire dans l'album Regarde-moi passer d'Alain Moisan[1]
- 1981 : Lettre de la ville, Si tu voulais être ma femme, Il est temps de partir, Madeleine, La Desilluse, Tu peux pas savoir, L'Heure du poète, Ma femme toute neuve dans Yves Desnos de Yves Desnos
- 1981 : Tu as connu cette classe, Tu ne peux pas savoir dans Entre Jura Léman et Germanie de Jean-Marie Vivier
- 1988 : C'est les vacances dans Bouffons de société de Jean-Marie Vivier[2]
- 1988 : Fleur sauvage dans Mes 36 000 volontés de Jean-Marie Vivier[2]
- 1989 : La Bonne Nature, J'aime les cabarets dans À la santé de ceux qui restent de Jean-Marie Vivier[2]
- 1990 : Les Ombres de la nuit, La Vie en pente dans Sur les traces d'un prince de Jean-Marie Vivier[2]
- 1990 : Le Pierrot noir, Des violons dans la tête, Une lettre dans Mon copain de la lune de Jean-Marie Vivier[2]
- 1992 : La Légende des Birvideaux dans De long en large de Lucien Gourong

## Reprises
Ne comprend pas les chansons que Jehan Jonas a écrit en tant que parolier et qu'il n'a pas interprété.

### Chansons reprises
- 1970 : La Journée des amants, Chanson intellectuelle, Flic de Paris, Le Phare, Mentalité française, dans l'album Jean-Marie Vivier chante... de Jean-Marie Vivier[2]
- 1977 : Mentalité française dans Enregistrement public d'Yvon Étienne avec Gégé et Les Shouters
- 1988 : Les Mains douces dans Mes 36 000 volontés de Jean-Marie Vivier[2]
- 1989 : Le Phare dans À la santé de ceux qui restent de Jean-Marie Vivier[2]
- 1990 : La Journée des amants, Le Phare, À la vie dans La Manic (25 titres de 1969 à 1976) de Jean-Marie Vivier[2]
- 1990 : Mon copain de la Lune, Les Turbulences, C'est l'espoir dans Mon copain de la lune de Jean-Marie Vivier[2]
- 1997 : Les Mains douces dans Les Inédits en public de Jean-Marie Vivier[2]
- 2008 : La Journée des amants, Le Phare, À la vie dans Mes années 69 à 83 de Jean-Marie Vivier[2]
- 2009 : Flic de Paris dans Luttez ! Résistez ! Organisez-vous ! de Skalpel
- 2018 : Assassin dans Assassin de Blind Delon